# Blaudeix
Blaudeix ist eine ehemalige französische Gemeinde mit 110 Einwohnern (Stand: 1. Januar 2022) im Département Creuse in der Region Nouvelle-Aquitaine. Sie gehörte zum Arrondissement Aubusson. Die Bewohner werden Blaudeixois und Blaudeixoises genannt.
Der Erlass der Präfektin vom 27. September 2024 legte mit Wirkung zum 1. Januar 2025 die Eingliederung von Blaudeix als Commune déléguée zusammen mit der früheren Gemeinde Parsac-Rimondeix zur neuen Commune nouvelle Parsac fest.

## Geografie

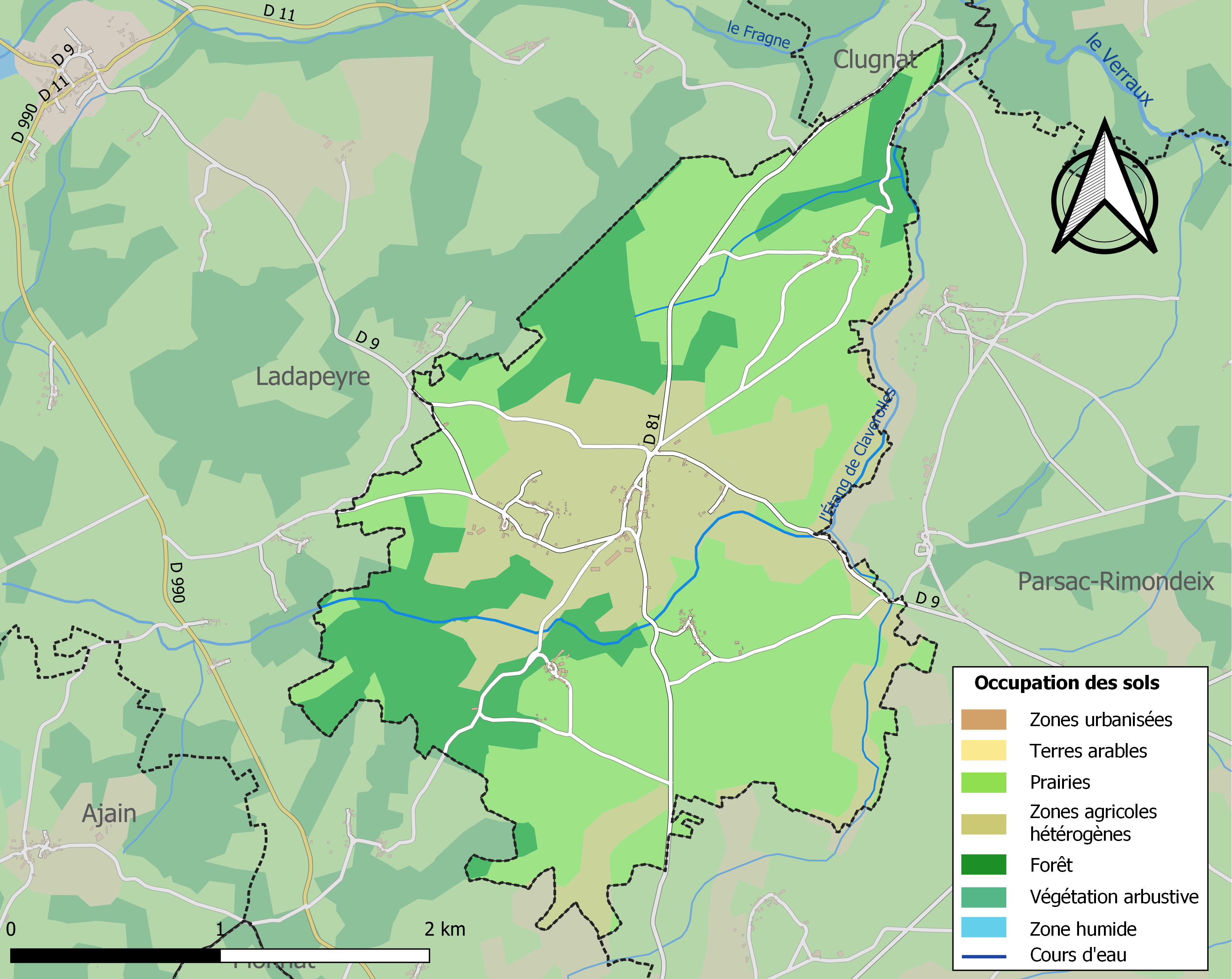
Bodennutzung, Infrastruktur und Hydrografie von Blaudeix (2018)

Blaudeix liegt etwa 18 Kilometer nordöstlich von Guéret und etwa 31 Kilometer nordnordwestlich von Aubusson in der historischen Provinz der Marche. Der Ort befindet sich im Einzugsgebiet der Loire und wird vom Ruisseau de l’Étang de Clavérolles, einem Zufluss des Verraux, entwässert. Das Zentrum liegt auf einer Höhe von etwa 445 m. Das Bodenrelief ist hügelig mit einer maximalen Höhe von 479 m bei einer Erhebung im Süden an der Grenze zur Nachbargemeinde Ladapeyre und einer minimalen Höhe von 359 m, die im Norden beim Austritt des Ruisseau de l’Étang de Clavérolles aus dem Ortsgebiet gemessen wird.
Teile des Gebiets von Blaudeix gehören zur 1052 Hektar großen ZNIEFF-Naturzone „Vallée du Verraux et ruisseaux affluents (Fragne, Clavérolles, Rio Bazet)“ (740120126). Rund 79 % der Fläche von Blaudeix werden landwirtschaftlich, hauptsächlich als Weideland genutzt, rund 21 % sind bewaldet (Stand: 2018).
Umgeben wird Blaudeix von den Nachbargemeinden Ladapeyre im Westen und Clugnat im Norden sowie von der Commune déléguée Parsac-Rimondeix im Osten.

## Bevölkerungsentwicklung

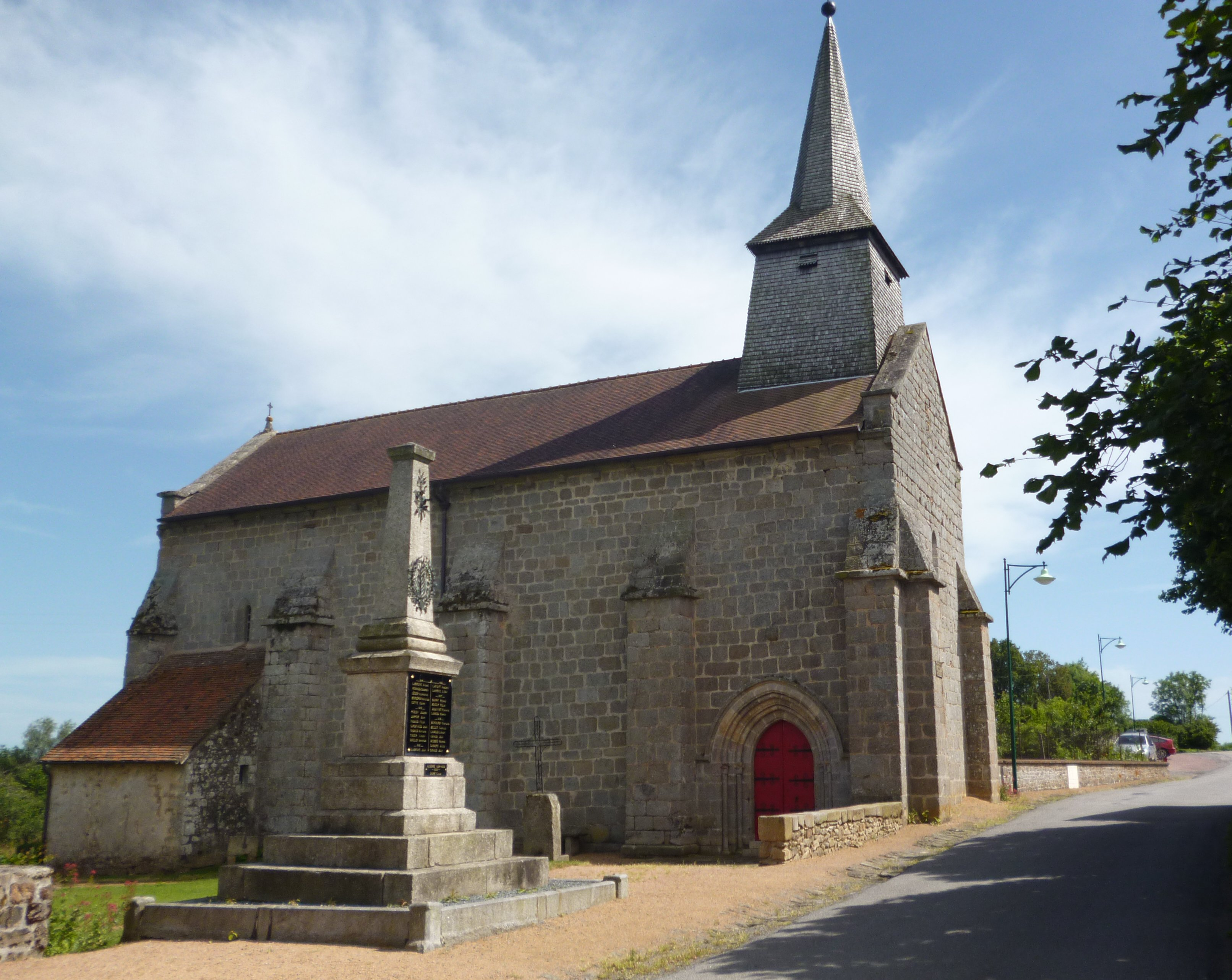
Kirche Saint-Jean-Baptiste

| Blaudeix: Einwohnerzahlen von 1793 bis 2020                                                                                | Blaudeix: Einwohnerzahlen von 1793 bis 2020 | Blaudeix: Einwohnerzahlen von 1793 bis 2020 | Blaudeix: Einwohnerzahlen von 1793 bis 2020 | Blaudeix: Einwohnerzahlen von 1793 bis 2020 |
| --- | ------------------------------------------- | ------------------------------------------- | ------------------------------------------- | ------------------------------------------- |
| Jahr |                                             |                                             |                                             | Einwohner                                   |
| 1793 | 1793                                        |                                             | 350                                         | 350                                         |
| 1800 | 1800                                        |                                             | 370                                         | 370                                         |
| 1806 | 1806                                        |                                             | 392                                         | 392                                         |
| 1821 | 1821                                        |                                             | 398                                         | 398                                         |
| 1831 | 1831                                        |                                             | 430                                         | 430                                         |
| 1836 | 1836                                        |                                             | 448                                         | 448                                         |
| 1841 | 1841                                        |                                             | 452                                         | 452                                         |
| 1846 | 1846                                        |                                             | 505                                         | 505                                         |
| 1851 | 1851                                        |                                             | 523                                         | 523                                         |
| 1856 | 1856                                        |                                             | 477                                         | 477                                         |
| 1861 | 1861                                        |                                             | 485                                         | 485                                         |
| 1866 | 1866                                        |                                             | 477                                         | 477                                         |
| 1872 | 1872                                        |                                             | 467                                         | 467                                         |
| 1876 | 1876                                        |                                             | 450                                         | 450                                         |
| 1881 | 1881                                        |                                             | 479                                         | 479                                         |
| 1886 | 1886                                        |                                             | 491                                         | 491                                         |
| 1891 | 1891                                        |                                             | 444                                         | 444                                         |
| 1896 | 1896                                        |                                             | 453                                         | 453                                         |
| 1901 | 1901                                        |                                             | 446                                         | 446                                         |
| 1906 | 1906                                        |                                             | 416                                         | 416                                         |
| 1911 | 1911                                        |                                             | 410                                         | 410                                         |
| 1921 | 1921                                        |                                             | 322                                         | 322                                         |
| 1926 | 1926                                        |                                             | 311                                         | 311                                         |
| 1931 | 1931                                        |                                             | 303                                         | 303                                         |
| 1936 | 1936                                        |                                             | 273                                         | 273                                         |
| 1946 | 1946                                        |                                             | 227                                         | 227                                         |
| 1954 | 1954                                        |                                             | 179                                         | 179                                         |
| 1962 | 1962                                        |                                             | 159                                         | 159                                         |
| 1968 | 1968                                        |                                             | 145                                         | 145                                         |
| 1975 | 1975                                        |                                             | 103                                         | 103                                         |
| 1982 | 1982                                        |                                             | 105                                         | 105                                         |
| 1990 | 1990                                        |                                             | 104                                         | 104                                         |
| 1999 | 1999                                        |                                             | 97                                          | 97                                          |
| 2006 | 2006                                        |                                             | 109                                         | 109                                         |
| 2013 | 2013                                        |                                             | 105                                         | 105                                         |
| 2020 | 2020                                        |                                             | 106                                         | 106                                         |
| Quelle(n): EHESS/Cassini bis 1999, INSEE ab 2006 Anmerkung(en): Ab 1962 offizielle Zahlen ohne Einwohner mit Zweitwohnsitz |                                             |                                             |                                             |                                             |

## Sehenswürdigkeiten
- Kirche Saint-Jean-Baptiste, erbaut Ende des 13. Jahrhunderts, seit 1934 als Monument historique eingeschrieben